# کلی هال
کلی هال (انگلیسی: Klay Hall) پویانما و کارگردان انیمیشن اهل ایالات متحده آمریکا است.

## فیلم‌شناسی
- سگ خانواده (۱۹۹۲)
- سیمپسون‌ها (۱۹۹۸)
- پادشاه تپه (۱۹۹۷–۲۰۰۳)
- Father of the Pride (۲۰۰۴–۲۰۰۵)
- Tinker Bell and the Lost Treasure (۲۰۰۹)
- هواپیماها (۲۰۱۳)
- Untitled DisneyToon film (2019)[۲]